# Astroxynus culcitae
Astroxynus culcitae is een eenoogkreeftjessoort uit de familie van de Stellicomitidae. De wetenschappelijke naam van de soort is voor het eerst geldig gepubliceerd in 1971 door Humes.